# Lista de prefeitos de Riachuelo (Rio Grande do Norte)
Esta é a lista de prefeitos de Riachuelo, município brasileiro do estado do Rio Grande do Norte. O prédio da prefeitura chama-se Palácio Amélio de Azevedo Cruz.
Quatro ex-prefeitos estão vivos: José de Anchieta Alves, José Marcílio Pessoa, Paulo Bernardo de Andrade Júnior e Mara Lourdes Cavalcanti Machado. O último ex-prefeito a falecer foi Luiz de Gonzaga Cavalcanti, em 28 de setembro de 2012, aos 69 anos.
| Nº | Prefeito (Nascimento–Falecimento)                                                     | Retrato                   | Partido                        | Início de mandato      | Fim de mandato          | Vice-prefeito                       | Observações                   |
| -- | ------------------------------------------------------------------------------------- | ------------------------- | ------------------------------ | ---------------------- | ----------------------- | ----------------------------------- | ----------------------------- |
| 1  | Cândido Batista Cavalcante (Macaíba, 04.09.1911 – Riachuelo, 29.11.1996)              |                           | PSD                            | 15 de janeiro de 1964  | 31 de janeiro de 1965   | —                                   | Prefeito nomeado              |
| 2  | Amélio de Azevedo Cruz (Ingá, 02.10.1916 – Natal, 19.05.1986)                         |                           | UDN                            | 31 de janeiro de 1965  | 31 de janeiro de 1970   | Francisco Fábio de Medeiros         | Prefeito e vice eleitos       |
| 3  | José Alves de Lima (Macaíba, 19.02.1923 – Natal, 01.02.1980)                          |                           | ARENA                          | 31 de janeiro de 1970  | 31 de janeiro de 1973   | Francisco Caetano de Souza          | Prefeito e vice eleitos       |
| 4  | Amélio de Azevedo Cruz (Ingá, 02.10.1916 – Natal, 19.05.1986)                         |                           | ARENA                          | 31 de janeiro de 1973  | 31 de janeiro de 1977   | Paulo Bernardo de Andrade           | Prefeito e vice eleitos       |
| 5  | José Alves de Lima (Macaíba, 19.02.1923 – Natal, 01.02.1980)                          |                           | ARENA                          | 31 de janeiro de 1977  | 1º de fevereiro de 1980 | Manoel Lindolfo de Queiroz          | Prefeito e vice eleitos       |
| 6  | Manoel Lindolfo de Queiroz (Belém, 06.08.1934 – Natal, 18.05.2006)                    |                           | PDS                            | 2 de fevereiro de 1980 | 31 de janeiro de 1983   | —                                   | Vice-prefeito eleito no cargo |
| 7  | Luiz de Gonzaga Cavalcanti (São Paulo do Potengi, 21.01.1949 – Riachuelo, 28.09.2012) |                           | PMDB                           | 31 de janeiro de 1983  | 31 de dezembro de 1988  | José Wilson Belchior da Silva       | Prefeito e vice eleitos       |
| 8  | José de Anchieta Alves (São Paulo do Potengi, 19.01.1948)                             |                           | PMDB                           | 1º de janeiro de 1989  | 31 de dezembro de 1992  | Maria Estela de Medeiros Viana      | Prefeito e vice eleitos       |
| 9  | Luiz de Gonzaga Cavalcanti (São Paulo do Potengi, 21.01.1949 – Riachuelo, 28.09.2012) |                           | PMDB                           | 1º de janeiro de 1993  | 31 de dezembro de 1996  | Francisco Saul de Sena              | Prefeito e vice eleitos       |
| 10 | José Marcílio Pessoa (Riachuelo, 01.01.1966)                                          |                           | PMDB                           | 1º de janeiro de 1997  | 31 de dezembro de 2004  | Francisco Serivan de Sena           | Prefeito e vice eleitos       |
| 10 | José Marcílio Pessoa (Riachuelo, 01.01.1966)                                          | PP                        | Maria das Graças Alves de Melo | 1º de janeiro de 1997  | 31 de dezembro de 2004  | Prefeito reeleito e vice eleita     |                               |
| 11 | Paulo Bernardo de Andrade Júnior (São Paulo do Potengi, 13.02.1956)                   |                           | PSB                            | 1º de janeiro de 2005  | 31 de dezembro de 2012  | Cleudisson de Azevedo Cruz          | Prefeito e vice eleitos       |
| 11 | Paulo Bernardo de Andrade Júnior (São Paulo do Potengi, 13.02.1956)                   | Prefeito e vice reeleitos | PSB                            | 1º de janeiro de 2005  | 31 de dezembro de 2012  | Cleudisson de Azevedo Cruz          |                               |
| 12 | Mara Lourdes Cavalcanti Machado (Natal, 05.02.1983)                                   |                           | PSB                            | 1º de janeiro de 2013  | 31 de dezembro de 2020  | Francisco Cateano de Sena Neto      | Prefeita e vice eleitos       |
| 12 | Mara Lourdes Cavalcanti Machado (Natal, 05.02.1983)                                   | PMDB                      | Vanuza Cordeiro de Araújo Sena | 1º de janeiro de 2013  | 31 de dezembro de 2020  | Prefeita reeleita e vice eleita     |                               |
| 13 | João Basílio Neto (Natal, 24.08.1973)                                                 |                           | PSB                            | 1º de janeiro de 2021  | até a atualidade        | Clébia Maria Sena Felipe de Andrade | Prefeito e vice eleitos       |
| 13 | João Basílio Neto (Natal, 24.08.1973)                                                 | Prefeito e vice reeleitos | PSB                            | 1º de janeiro de 2021  | até a atualidade        | Clébia Maria Sena Felipe de Andrade |                               |